# Rudník (okres Košice-okolí)
Rudník (v minulosti Rudno, maďarsky Rudnok) je obec na Slovensku v okrese Košice-okolí. Žije zde 624 obyvatel. Obec se nachází v nadmořské výšce 314 metrů a rozloha katastrálního území obce činí 23 km².
První písemná zmínka o obci pochází z roku 1255. Již v 12. století se v obci těžilo železo.

## Památky
- Římskokatolický kostel sv. Jiří, jednolodní klasicistní stavba s půlkruhovým ukončení presbytáře a věží z roku 1842.
- Poutní kostel sv. Anny, jednolodní barokní stavba s polygonálním ukončením presbytáře a malou střešní věží z let 1750–1776.[3]